# Gråsten-Adsbøl Sogn
Gråsten-Adsbøl Sogn er et sogn i Sønderborg Provsti (Haderslev Stift). Gråsten Sogn har i lang tid været lagt sammen med Adsbøl Sogn som Gråsten-Adsbøl sogn, men blev udskilt som selvstændigt sogn i 2010.
Gråsten Sogn hørte til Lundtoft Herred i Aabenraa Amt. Gråsten sognekommune inkl. Adsbøl blev ved kommunalreformen i 1970 kernen i Gråsten Kommune, der ved strukturreformen i 2007 indgik i Sønderborg Kommune.
I Gråsten-Adsbøl Sogn ligger Gråsten Slotskirke og Adsbøl Kirke.
Sognet blev dannet 1. december 2024 ved sammenlægning af Gråsten Sogn og Adsbøl Sogn
I sognet findes følgende autoriserede stednavne:
- Adsbøl (bebyggelse, ejerlav)
- Alnor (bebyggelse)
- Bojskov (bebyggelse)
- Bojskovskov (bebyggelse)
- Dyrehaven (areal)
- Fiskbæk (bebyggelse)
- Fiskbækskov (bebyggelse)
- Fisknæs (bebyggelse)
- Gråsten (stationsby)
- Jægerslyst (bebyggelse)
- Konkel (bebyggelse)
- Ladegårdskov (bebyggelse)
- Midtskov (bebyggelse)
- Naldmadebro (bebyggelse)
- Rode (areal)
- Sildekule (vandareal)
- Toft (bebyggelse)
- Tralskov (areal)

## Afstemningsresultat
Folkeafstemningen ved Genforeningen i 1920 gav i Gråsten Sogn inkl. Adsbøl 720 stemmer for Danmark, 437 for Tyskland. Af vælgerne var 111 tilrejst fra Danmark, 216 fra Tyskland.